# Axel Arens
Axel Arens (* 1939; † 1986) war ein deutscher Journalist.

## Leben
Axel Arens wurde als Sohn von Hanns Arens und Odett Arens-Maucler geboren. Seine Eltern waren unter anderem Gastgeber der „Gruppe 47“ auf Schloss Oberherrlingen bei Ulm.
1954 hatte er zwei Auftritte als Jungdarsteller in den Spielfilmen Das fliegende Klassenzimmer und Liebesbriefe aus Mittenwald.
Für seine Arbeit „Manhattan, Brooklyn und Bronx: Gott aber wohnt in Kalifornien“ im FAZ Magazin wurde er 1985 mit dem Egon-Erwin-Kisch-Preis ausgezeichnet.

## Werke
- Axel Arens (Fotografien), Tankred Dorst: Mit unseren Augen. Juventa Verl., München 1958, OCLC 73233953.
- Alfred Seiland, David Travis, Axel Arens: East coast-West coast. Thames and Hudson / B. & M. Davies, London / New York 1987, ISBN 0-500-97346-6.
- James-Dean-Photographien. München, Schirmer-Mosel 1989, ISBN 3-88814-343-8. (Essay von Axel Arens zur Biografie)